# Carex neofilipes
Carex neofilipes là một loài thực vật có hoa trong họ Cói. Loài này được Nakai mô tả khoa học đầu tiên năm 1914.